# Rosa de Viterbo
Santa Rosa da Viterbo, OFS (Viterbo, 9 de Julho de 1233— 6 de março de 1251) é uma santa venerada na Igreja Católica. Virgem da Terceira Ordem Franciscana. É a santa padroeira da Juventude Franciscana e da Juventude Feminina da Ação Católica. Apesar de ter entre 17 e 18 anos ela exerceu grande influência e sendo atribuída muitos milagres .

## Biografia
Nasceu em uma família humilde de Viterbo (Itália). Seus pais, Giovanni e Caterina, desde cedo a educaram na Fé Católica.
Afirmam seus biógrafos que desde tenra idade já manifestava experiências místicas. Viveu asceticamente e se impunha severas penitências.
Durante a disputa entre o Papa Inocêncio IV e o Imperador Frederico II da Germânia mostrou-se aguerrida defensora da Igreja.
Santa Rosa viveu na primeira metade do século XIII, em uma época de grandes confrontos, de um lado surgia São Francisco de Assis, o irmão menor de todos, de outro o Imperador Frederico II, o grande estadista, que governava com mão de ferro. Há uma guerra de poderes, em um extremo o poder Espiritual, a Igreja, e de outro o mundo, o Imperador.
Desde cedo Rosa recebeu influência da espiritualidade Francisclariana em sua vida.
A medida que ela crescia, aumentava as suas orações. Muitas vezes passava longas horas da noite em contemplação. Durante o dia procurava os lugares onde poderia ficar em silêncio e entregar-se a oração. No dia 23 de julho de 1247, foi atacada por uma forte febre. Na sua cama de repente ajoelhou-se e balbuciou o nome de Virgem Maria, ficou ali por um longo tempo, então levantou e sorriu, estava sem febre. Contou então que a Virgem lhe apareceu e lhe confiara uma missão: visitar as igrejas de São João Batista, Santa Maria do Oiteiro e São Francisco. E depois da Missa fosse pedir sua admissão na Ordem da Penitência de São Francisco - hoje chamada de Ordem Franciscana Secular.

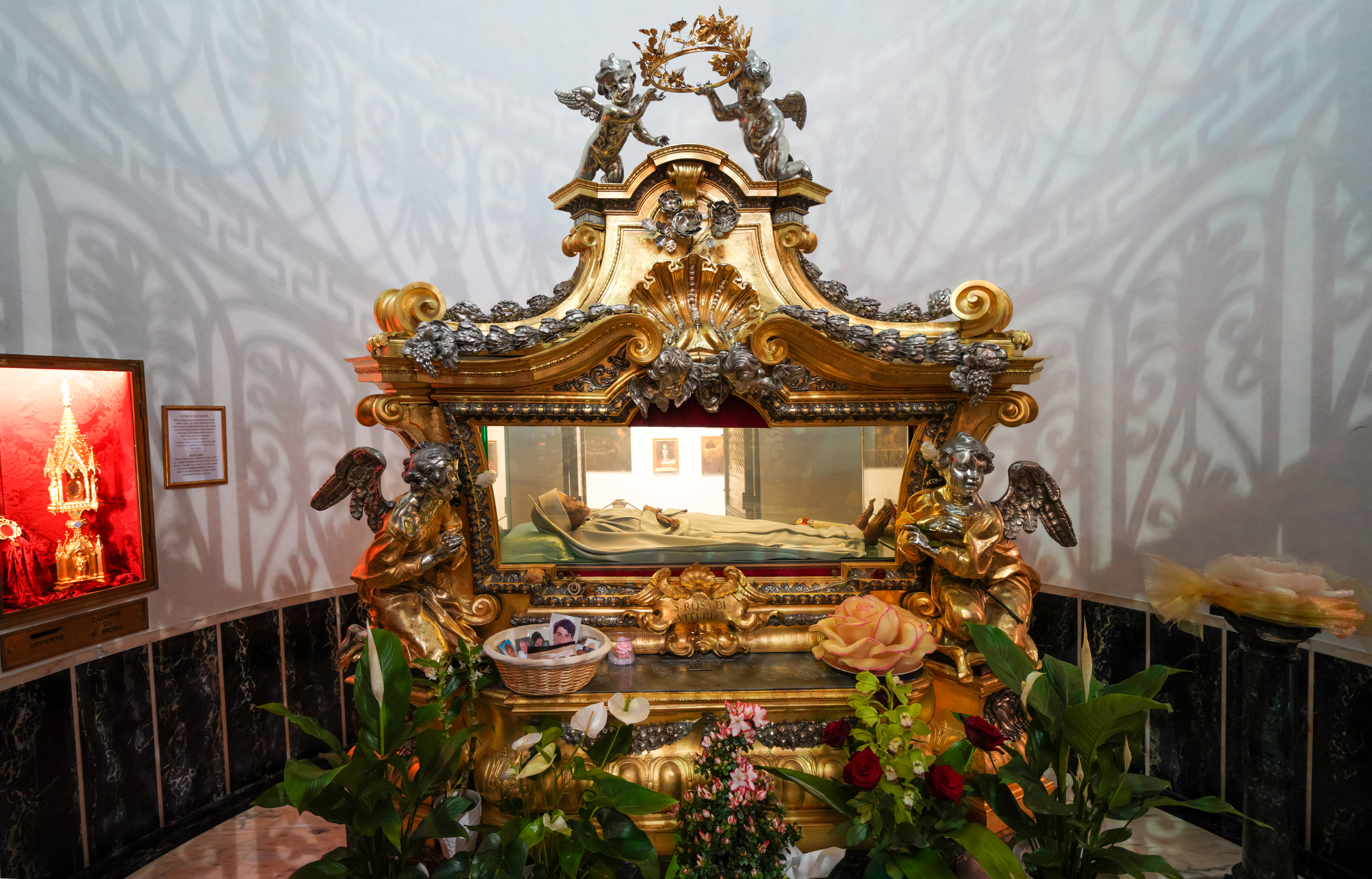
Urna Mortuária com o corpo incorrupto de Santa Rosa de Viterbo

Nesse ano a cidade de Viterbo, fiel ao Papa, caiu nas mãos do imperador Frederico II. A cidade estava nas mãos do hereges. Então, em oração Rosa teve uma visão do Crucificado e seu coração ardeu em chamas. Rosa saiu pelas ruas para pregar com um crucifixo nas mãos. A notícia correu toda cidade, muitos sentiram-se estimulados na fé, e voltaram à Fé Católica.
Devido a sua pregação diária, Rosa representava uma ameaça para as autoridades da cidade, então em 1250 o prefeito assinou uma ordem, condenando Rosa ao exílio, afirmando que ela ocasionava revolta entre o povo.
Rosa e seus pais foram morar em Soriano nel Cimino, e depois em Vitorchiano, onde sua fama já havia chegado. Nessa cidade Rosa se tornou uma verdadeira apóstola. Na noite de 4 para 5 de dezembro Rosa teve uma visão em que se lhe revelara que o imperador morreria dentro de poucos dias. De fato, no dia 13 de dezembro o Imperador Frederico II, faleceu.
Com a morte de Frederico II, Rosa pode retornar a Viterbo.
No dia 6 de março de 1251 morreu...

## Canonização e devoção
No dia 25 de novembro de 1252 o Papa Inocêncio IV, por sua Bula Pontifícia Sic In Sanctis, mandou instaurar oficialmente o processo de canonização de Rosa. O Papa Inocêncio IV mandou exumar o corpo de Rosa, e para a surpresa de todos, o corpo foi encontrado intacto, quase como se ela estivesse viva. Nessa altura foi transladada para o Mosteiro das Clarissas, chamado, posteriormente, Mosteiro de Santa Rosa.
O Papa Eugênio IV, e, principalmente, o Papa Calisto III, mandaram continuar os trabalhos do Processo de Canonização. Em 1457 o processo ficou pronto, mas Calisto III morreu sem que chegasse a promulgar o decreto. Curiosamente, a canonização de Rosa nunca chegou a termo, dentro dos trâmites exigidos. Mesmo assim, foi integrada ao Martirológio Romano, e confirmada por sucessivos pontífices em diversos documentos.
Seu corpo, incorrupto e flexível, está no Santuário di Santa Rosa.
Em Viterbo, no dia 4 de Setembro, Festa da Translação, ocorre uma monumental manifestação com o transporte da Macchina di Santa Rosa pelos chamados chamados Facchini di Santa Rosa.

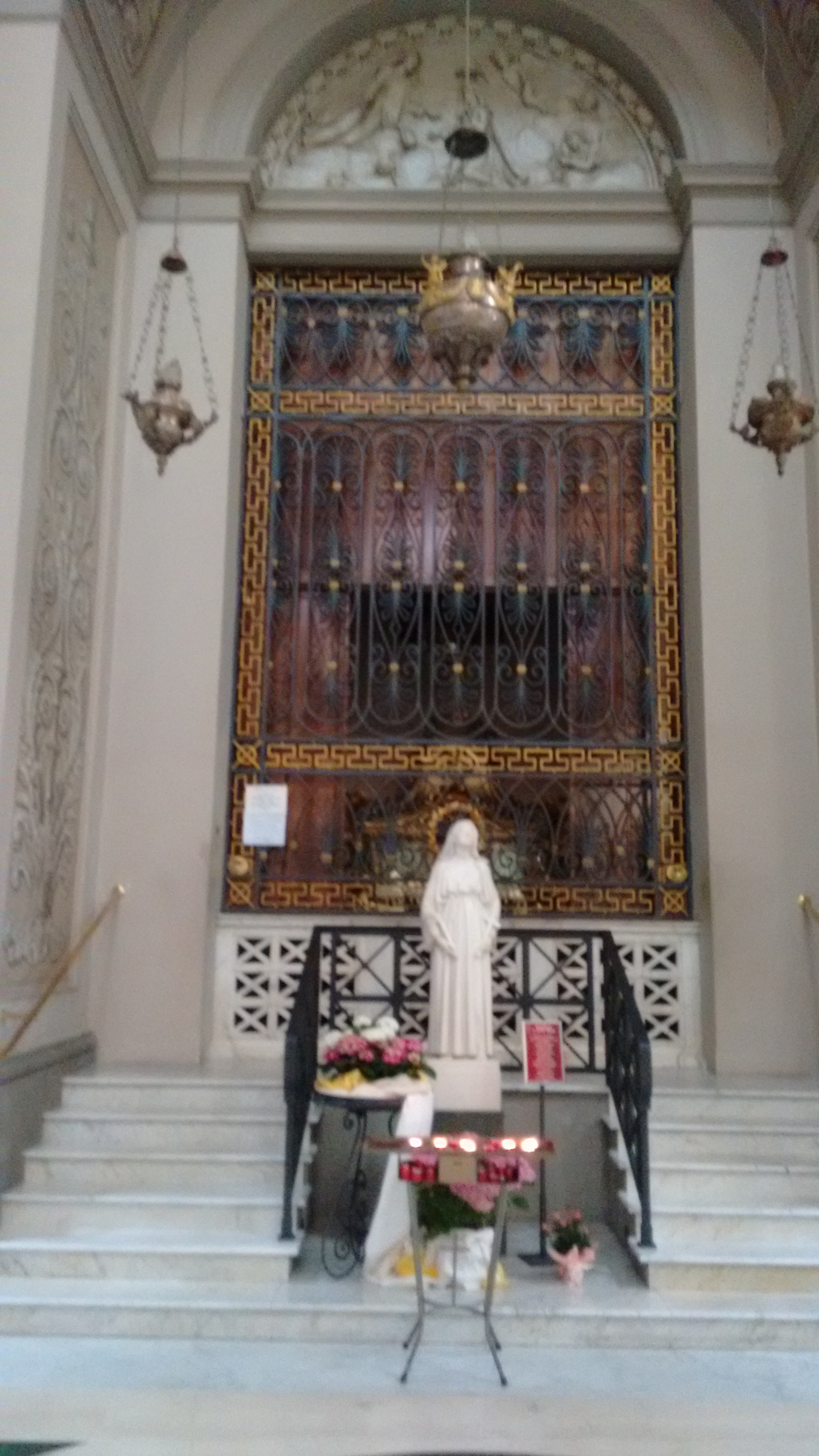
Altar com as relíquias de Santa Rosa - Monastério de Santa Rosa em Viterbo.

Em setembro de 1929, o Papa Pio XI, declarou Santa Rosa de Viterbo a padroeira da Juventude Feminina da Ação Católica Italiana.
Rosa, numa excepcionalidade na Igreja Católica, possui duas festas litúrgicas oficiais: dia 6 de março — o dia de sua morte —, como ocorre com todos os santos, mas, também no dia 4 de setembro, dia em que se rememora a translação de seu corpo incorrupto, pelo Papa Alexandre IV, acompanhado de cardeais para um mosteiro de Clarissas, que havia em Viterbo, onde hoje é o seu Santuário.
A mensagem de Santa Rosa consistia em conversão de vida, fidelidade ao Evangelho e a Igreja, amor e paz. Nas palavras de São João Paulo II:
"Em Santa Rosa, vemos um exemplo dessa adesão generosa e total à chamada divina. Em sua curta vida, a convicção heroica com a qual era capaz de aceitar em sua vida a Palavra de Deus nos torna conscientes da extensão e intensidade com que ela viveu a sua lealdade incondicional de Deus. 
É admirável nessa jovem a profissão pública da sua fé: uma atitude que denota sua dedicação ao bem comum da sociedade e da Igreja, o que constitui um dos componentes essenciais do amor cristão ao próximo, fundado, como sabemos, em ouvir e praticar a vontade divina. É, de facto, a partir de sua intimidade com Cristo, o Senhor, e a disponibilidade ao seu Espírito, que Rosa tomou essa maravilhosa sabedoria e força que lhe permitiu realizar seu apostolado, apesar das dificuldades e da oposição que encontrou.

Por estas razões, apesar das profundas mudanças dos tempos, é importante ponto de referência para todos os jovens e mulheres cristãs que querem realizar em plenitude, e com verdadeira liberdade, a dimensão social e eclesial da sua personalidade".

### Sic, in sanctis suis mirabilis
- Bullae Pontificalis Sic in Sanctis (Texto em Latim)

"Assim, tão maravilhoso nos seus santos e bendito para sempre é nosso Deus nas virtudes de Rosa, de venerada memória..."

### Vita Prima
A Vita Prima - ou Vita I – é a narrativa que consta do primeiro processo de canonização de Santa Rosa. Dela só foi preservada um pequeno fragmento. Contudo, é de preciosíssimo valor histórico, em virtude de ter sido escrita imediatamente após ser falecimento , mediante ordem de Papa Inocêncio IV através da Bula Sic in Sanctis, de 25 de Novembro de 1252, com depoimentos de pessoas que tiveram íntimo conhecimento com ela, tal como o pai, Giovanni, e a mãe, Caterina,  dona Sita, e, provavelmente, religiosos e populares testemunhas diretas dos eventos. É a que consta no pergaminho original do século XIII, transcrito pelo biógrafo Paolo Cenci (Cenci, 1981, pg 177-181).
Diz o fragmento:
(...)

1 - Em primeiro lugar, enquanto a virgem acima mencionada estava gravemente doente, nem qualquer das pessoas [presentes] lhe dirigia mais a palavra,  começou a ver as almas dos mortos e conhecer aqueles que nunca tinha visto, que tinham deixado a terra trinta ou vinte anos antes que ela nascesse; e nomeava os bons e os maus. Isso ela fez de terça a quarta-feira"".
2 - Na noite de quarta-feira, enquanto a mãe da beata [Rosa] virgem e muitas outras mulheres observaram e acreditaram que ela iria expirar a alma, e sua mãe queria dar-lhe algo para comer, a virgem disse à sua mãe: "Eu quero comer , mãe, porque amanhã será a véspera do bem-aventurado João Batista ". E imediatamente levanta-se, com grande alegria, louvando ao Senhor , à Virgem Maria e Sant'Ana , e todos os santos e santas de Deus;  e orou ao Senhor, para conceder o rei da França o poder e a força para eliminar os pagãos [Sarracenos].
3 – E, de repente,  prostrou-se nua no chão, em forma de cruz, chorando, e dizendo para a mãe: "Mãe, todas as coisas e as delícias deste mundo eu te deixo  e renuncio"; e suplicou à mãe  dizendo: "Eu quero, oh mãe, que dona Sita me coloque uma túnica, me cinja com cordões e corte meus cabelos com os de um clérigo". E imediatamente a predita dona Sita dirigiu-se  à beata virgem Rosa e lhe disse:: "Eu não sou digna filha para fazer o que você diz." E ela respondeu: "A Virgem Maria me ordena que tu me coloque de imediato a túnica de penitência que tens na cabeça de tua cama." E a mesma dona Sita respondeu: "Filha, permita que teus parentes venham  [para a cerimônia]."
E a virgem [Rosa] disse: "A Virgem Maria me comandou  que eu  peça a ti. Faça o que eu te disse”.  E à mãe disse: "Não temos uma amarra de asno?". E a mãe fez como ela tinha ordenado. Então, a mencionada dona Sita fez o que lhe ordenou a mesma [Rosa] virgem.
4 - Depois chamou a mãe e disse-lhe: "Mãe  vá e acorde todas as mulheres do distrito".
E era noite. E a mãe disse-lhe: "Filha, quem ficará contigo?". E a virgem [Rose] respondeu: "O Espírito Santo vai estar comigo." E a mãe foi e seguiu a ordem da beata virgem [Rosa].
5 - Em seguida, todas as mulheres se levantaram e foram até a mesma virgem [Rosa]. E esta disse às mulheres: "Venham todas para fora da casa, porque a Virgem Maria saiu." E elas saíram atrás dela e começaram a sentar-se; e a virgem [Rose] estava sentada no meio, e começou a dizer às mulheres: "Escutem, porque eu vejo uma bela esposa de Cristo, que nenhuma de vós vedes; esta esposa avança adornada de púrpura e véu, com uma coroa de ouro, cheia de gemas e pedras preciosas em sua cabeça. Ela comanda-me para ir, bem adornada, primeiro em San Giovanni, em seguida, em San Francesco, e depois retornar para a igreja da Madonna. E fez tudo isso no dia seguinte, como lhe fora ordenado, e sempre, onde quer que fosse, ela carregava uma Maestá.

### Vita Seconda
A Vita Seconda - ou Vita II - é a que acompanha o Processo Calistiano. Assim chamado por ser resultante dos depoimentos do processo de canonização ordenado pelo Papa Calisto III. Aberto em 1º de Abril de 1457, dois séculos depois da Vita Prima, foi fechado em 4 de julho de 1457, sem chegar a termo. Os biógrafos mais autorizados e hagiógrafos vêem, hoje, muitos vícios nesta documentação, com alguns relatos considerados fantasiosos, sem comprovação, ou fidedignidade. O biógrafo Paolo Cenci, v.g., apresenta o texto e faz uma extensa crítica do mesmo (Cenci, 1981, pg 183-197).

## O Corpo Incorrupto de Santa Rosa
Com a morte de Rosa em 6 de Março de 1251, seu corpo foi sepulto em terra nua no cemitério paroquial da Chiesa di Santa Maria in Poggio. Dezoito meses depois, o Papa Inocêncio IV ordenou a abertura do processo de canonização e seu corpo foi exumado e sepulto novamente no interior desta igreja, onde permaneceu por seis anos.
Quando o Papa Alexandre IV, residente em Viterbo, ordena, novamente, a exumação do corpo - segundo alguns biógrafos, em virtude dos sonhos, ou visões, em que Rosa lhe aparecia   - este é encontrado, ainda, em perfeito estado de conservação, como se a santa acabasse de falecer. Este pontífice, então, em vista das demonstrações de afeto e devoção dos viterbenses para com sua concidadã, em 4 de Setembro de 1258 faz transferi-la, em solene procissão pelas ruas da cidade, oficiada por si mesmo, e sendo o corpo de rosa carregado por 4 cardeais, seguidos da corte papal, autoridades, e da população, em festa.
O corpo ficou exposto ao contato direto da população durante toda a Idade Média, quando era permitido aos devotos beijar-lhe as mãos.
Foi, ao longo dos séculos, submetido a diversos reconhecimentos canônicos e estudos científicos: os últimos em 1921, 1962 e 1995.

### Reconhecimento Canônico de 1921
Neste ano, sob a ordem do Papa Pio XI, foi feito reconhecimento interno, quando se constatou o ótimo estado de órgãos, particularmente o coração, que, íntegro, mas reduzido em tamanho, foi extraído e posto num relicário doado pelo mesmo pontífice.

### Reconhecimento Canônico de 1995
Uma equipe liderada pelo Professor Ruggero D'Anastasio da Facolta di Medicina dell'Università G. D'Annunzio, laureado em Ciências Biológicas pela Università degli Studi dell’Aquila, e PhD em Paleopatologia pela Università Cattolica del Sacro Cuore, em Roma, procedeu a minuciosos exames com as mais apuradas técnicas e equipamentos médicos.
Revelou-se que Rosa era portadora de uma raríssima doença, causa de mortalidade em idade neonatal: Agenesia Total do Esterno, uma má formação da parede torácica que deixa o coração e os grandes vasos desprotegidos e cobertos apenas pela pele. Afirmam ser o primeiro caso conhecido na ciência, antiga e moderna, em que esta rara enfermidade foi observada em uma pessoa de 18-20 anos de idade.
Afirmam, que a Agenesia Total do Esterno é uma condição rara na população moderna, e a maioria dos casos é associada com condições congênitas fatais, como a Anencefalia ou a Pentalogia de Cantrell, e que a literatura menciona somente alguns casos desta má-formação em neonatais, entretanto, todos os casos resultaram em óbito depois de poucas semanas do nascimento.

## Cronologia da Vida e da Glória Póstuma de Santa Rosa
Esta cronologia é baseada na obra “Il Libro dei Miracoli di Santa Rosa da Viterbo”, do Pe. Ernesto Piacentini, O.F.M. Conv., PhD Universidade Lateranense, Postulador da Causa dos Santos; dos processos de canonização iniciados (Vita Prima e Vita Seconda); e do livro “Rosa: Eroica, Giovanetta, Santa”, do biógrafo Paolo Cenci (Imprimatur: Aurelio Signora, Arcebispo de Nicosia)

### Vida
1233 - Santa Rosa nasce em Viterbo, filha de Giovanni e Caterina, que lhe conferem uma educação cristã. Sobre o dia e mês do nascimento, nos diversos autores consultados, há apenas suposições. Sequer os processos de canonização os mencionam.
1235 - Em Viterbo, se inicia a construção do Monastério de São Damião, Assis, para onde Rosa será transportada depois de sua morte.
1236 – Em Viterbo, os Franciscanos, presentes desde 1220 próximos à Chiesa di San Giovanni in Zoccoli, iniciam a construção da Chiesa  di San Francesco alla Rocca.
1243 – Assédio de Viterbo por parte do Imperador Frederico II. Divisão interna entre os cidadãos de Viterbo em favor do Papa ou do Imperador.
21/6/1250 – (terça-feira) – Santa Rosa é acamada, gravemente enferma. Repentinamente, afirma ver a alma de falecidos e reconhece alguns que nunca havia visto, porque falecidos 20 ou 30 anos antes de seu nascimento, e distinguia os bons dos maus.
22/6/1250 – (quarta-feira ) – Santa Rosa pede a sua mãe qualquer coisa para comer antes de iniciar o jejum, no dia seguinte, para a vigília de São João Batista. Levanta-se e louva o Senhor, a Virgem Maria e aos santos. Entre várias preces, faz uma pelo rei da França, São Luís IX, que havia conduzido uma cruzada - Sétima Cruzada - contra os sarracenos, na qual fora feito prisioneiro, e depois resgatado, e em 8 de maio de 1250, encontrava-se em Acre (Israel).
23/6/1250 – (quinta-feira) – Santa Rosa se joga nua em terra, em forma de cruz, e chorando, diz à mãe que renunciava às riquezas do mundo, e obedecendo as ordens que lhe havia dado a Virgem Maria solicita a Dona Sita que a vestisse de túnica e corda e lhe corte os cabelos como os de um clérigo. Depois, à noite, fez reunir pela mãe um grupo de senhoras e exortava-lhes e contava-lhes sobre a aparição da Virgem e o que esta a havia ordenado.
24/6/1250 – (sexta-feira) – Santa Rosa vai visitar a Igreja de São João Batista, de São Francisco e de Santa Maria in Poggio, como lhe havia ordenado a Virgem Maria.
25/6/1250 – (sábado) – A partir disto muita gente se interessa por Rosa.
Discussão com seu pai, Giovanni, que por fim aceita a vocação da filha e a abençoa com os familiares, com Dona Sita, e outros; Santa Rosa pede também por um sacerdote que a abençoe.
Rosa sai caminhando por Viterbo, com um crucifixo na mão, louvando a Deus, a Virgem Maria, e os santos, e encoraja a população a frequentar a igreja e rezar.
Aparece-lhe o Crucifixo do Divino Mestre e ela inicia a macerar-se para participar do sofrimento de Cristo. Encaminha-se para a Igreja, mas, como está sangrando e implora falando com o Senhor, um homem, por compaixão, a leva de volta para casa, onde, por três dias, continua a martirizar-se. Depois pede para a mãe para trazê-la um pouco de erva menta para beneficiar as vias respiratórias. Através daquele ramalhete de menta abençoado pelo Senhor sobre seu peito se celebra seu Casamento Místico (como a esposa do Cântico dos Cânticos havia feito com o ramalhete de mirra). O Senhor lhe prediz que a sua casa um dia fará parte do Monastério das Clarissas de São Damião.
4/12/1250 – Porque Santa Rosa continua a exercer apostolado andando continuamente pelas ruas de Viterbo com o Crucifixo nas mãos, louvando ao Senhor e exortando os cidadãos com palavras simples, em simples conversações, por instigação dos heréticos , foi exilada da cidade. Santa Rosa se encaminha para Soriano.
5/12/1250 – (Vigília de São Nicolau) – Junto a Soriano, Santa Rosa profetiza que dentro de alguns dias o Imperador Frederico II irá morrer.
13/12/1250 – Morre Frederico II.
_/12/1250 – De Soriano nel Cimino, depois de poucos dias, Santa Rosa vai para Vitorchiano, onde restitui a visão à cega Indelicata e converte a uma herética.
1/1/1251 – Em primeiro de janeiro, ou talvez já qualquer dia das festas natalinas, Santa Rosa já retornou a Viterbo.
Em seguida, pede para entrar no Monastério das Clarissas de São Damião.
6/3/1251 – Santa Rosa morre em Viterbo, e é sepultada, inicialmente, no cemitério de sua paróquia de Santa Maria in Poggio.

### Post Mortem
25/11/1252 – Mediante requisição do Bispo, clero e povo de Viterbo, o Papa Inocência IV ordena seja instruído um processo de canonização; o corpo é transportado para Santa Maria in Poggio.
4/9/1258 – O Papa Alexandre IV transporta o corpo de Santa Rosa, pessoalmente, junto aos cardenais, para a Igreja do Monastério das Clarissas de São Damião; em seguida o monastério se chamará Monastério de Santa Rosa. Na Catedral se inicia a celebração da festa litúrgica da translação.
1357 – Um incêndio destrói a urna onde estava o corpo de Santa Rosa. Foi substituída por outra, de madeira, em 1358.
1418 – Eleito o Papa Martinho V, com a paz político-religiosa, muitos estrangeiros em peregrinação a Roma passavam por Viterbo. Através de boas ofertas recolhidas na visitação a Santa Rosa o monastério se recupera de um período de extrema pobreza. As monjas, então, pouco a pouco fazem reformas e ampliação na Igreja e no Monastério.
3/4/1449 – (Bulla do Papa Nicolau V). Santa Rosa é chamada “Santa”. Curiosamente, o Papa Nicolau V fora eleito em um dia 6 de Março – dia da morte de Santa Rosa -, data na qual, no Martirológio Romano, é celebrada a memória da Santa. Além disto, ordena que todo ano no Dia da Purificação de Maria, ou da Apresentação de Jesus no Templo (La Candelora) o povo ofereça na Igreja de Santa Rosa a cera para as candeias. Foi concedido, neste mesmo ano, a Indulgência pela Festa da Purificação, da Visitação, de Santa Clara e Santa Rosa.
1453 – Ciclo pictórico de Benozzo Gozzoli na Igreja de Santa Rosa sobre a vida e os milagres da Santa.
1441/1457 – As monjas encarregaram a Francesco d`Antonio da Viterbo (Il Balletta) de pintar uma nova urna, com os milagres.
1/4/1457 – Processo de Canonização ordenado pelo Papa Calisto III. Foi fechado em 4 de julho de 1457. (Processo Calistiano. Vita Seconda)
1471 – (Bulla do Papa Sisto IV). O Papa Sisto IV confirma a oferta da cera e da luminária pela cidade de Viterbo para a Festa da Purificação, segundo a Bulla de Papa Nicolau V, e se ordena, igualmente, para a festa de Santa Clara e de Santa Rosa. Sisto IV concede, também, indulgência àqueles que recitam o Ofício Litúrgico da Translação de Santa Rosa, instituído pelo Papa Alexandre IV, em 1258, e de quaisquer seus sucessores nos anos imediatamente sucessivos.
24/7/1476 – O corpo de Santa Rosa é portado em procissão pela cidade de Viterbo durante uma pestilência.
27/9/1509 – O Papa Júlio II confirma o Ofício Litúrgico concedido pelo Papa Sisto IV ao Monastério com a respectiva indulgência.
15/5/1512 – A comunidade juramenta, pelo presente e futuro, fazer uma solene procissão em honra de Santa Rosa, Patrona de Viterbo. Desde, então, o início da Macchina di Santa Rosa. Já em 1654 começou a chamar-se “Macchina” o baldaquino que sustenta a imagem de Santa Rosa, e que percorre a cidade.
1510/1520 – É publicada a “Vita III” precedida da Missa Propria Sanctae Rosae
1579 – A urna de Santa Rosa é removida da parte vizinha da muralha de Viterbo, porque muito úmida, e portada um pouco mais adiante.
1584 – Santa Rosa é inserida no Martirológio Romano com a denominação de Santa/Beata
1586 – É publicado, novamente, o documento da Vita III e da “Missa Propria Sanctae Rosae”. O culto, em seguida, terá sempre maior reconhecimento.
1608 – Indulgência pela Festa de Santa Rosa.
1615 – Em Santa Rosa, por ocasião da limpeza da urna, é colocada o hábito de religiosa, como cumprimento de seu desejo de vestir-se o hábito religioso antes de morrer. Tinha, contudo, um véu branco.
1632 – Se restabelece a oferta da cera a Santa Rosa, segundo o juramento de 1512. Os documentos do empenho da cidade de Viterbo eram conservados em um canudo de estanho, perto do processo de Santa Rosa.
Se faz um outro engrandecimento da igreja. Em virtude das obras foram destruídos os afrescos de Benozzo Gozzoli, salvos só através das cópias de Francesco Sabatini.
21/11/1656 – Pelo livramento de Viterbo da peste, as monjas fizeram um voto solene a Santa Rosa, por si e pelo monastério, com licença do Cardeal Brancaccio, de jejuarem, a pão e água (excetuadas as doentes e muito idosas), por 7 anos a vigília da Santa, e, obtida a graça, de andarem descalças, em procissão, do coro depois do Ofício Divino, até a sua urna, por toda a oitava da festa, cantando Te Deum, por todos os tempos futuros na vigília da festa da Santa. Até hoje é mantido este uso, para manter a fé neste voto.
Entretanto, em 1670, o “Voto do Te Deum” foi comutado pela tarde da festa quando se beija a urna, não por obrigação, mas por devoção.
13/10/1658 – Imposição do véu negro em Santa Rosa.
1695 – Procissão a Santa Rosa pelo terremoto. Voto a Santa Rosa de jejuar por 7 anos na vigília da festa.
1699 – Uma nova urna, ricamente ornada, em bronze, substitui aquela de madeira de 1357.
22/2/1798 – Papa Pio VI, em visita a Viterbo, foi beijar a mão de Santa Rosa.
1846-1850 – A nova Igreja de Santa Rosa, aquela atual e a capela onde repousa o corpo da Santa foi erguida.
3/4/1921 – Reconhecimento do corpo sob ordens do Papa Pio XI: o coração de Santa Rosa é encontrado incorrupto e posto em um relicário. O corpo de Santa Rosa é portado em procissão por Viterbo.
1925 – Decisiva intervenção do Cardial La Fontaine, viterbense, quando era Patriarca de Veneza, para declarar-se Monumento Nacional o complexo do Monastério de Santa Rosa (23/9/1926).
__10/1958 – O corpo de Santa Rosa é portado, em procissão, por Viterbo.
__11/1962 – O corpo de Santa Rosa foi submetido a um novo reconhecimento canônico.
8/2/1983 – Santa Rosa é declarada Patrona das Floristas pelo Papa João Paulo II, com Bula enviada ao Bispo de Viterbo, Mons. Luigi Boccadoro.
2/9/1983 – Santa Rosa é portada, em procissão, por Viterbo.
27/5/1984 – Papa João Paulo II para, em oração, sobre a Tumba de Santa Rosa.
13/2/1990 – O Bispo de Viterbo, Fiorino Tagliaferri, preside a cerimônia de reconhecimento do corpo de Santa Rosa com a limpeza da urna e da troca das vestimentas.
2013 – A Festa de Translação do Corpo de Santa Rosa, com a Macchina di Santa Rosa, é declarada Patrimônio Cultural Imaterial da Humanidade, pela UNESCO.

## Macchina di Santa Rosa

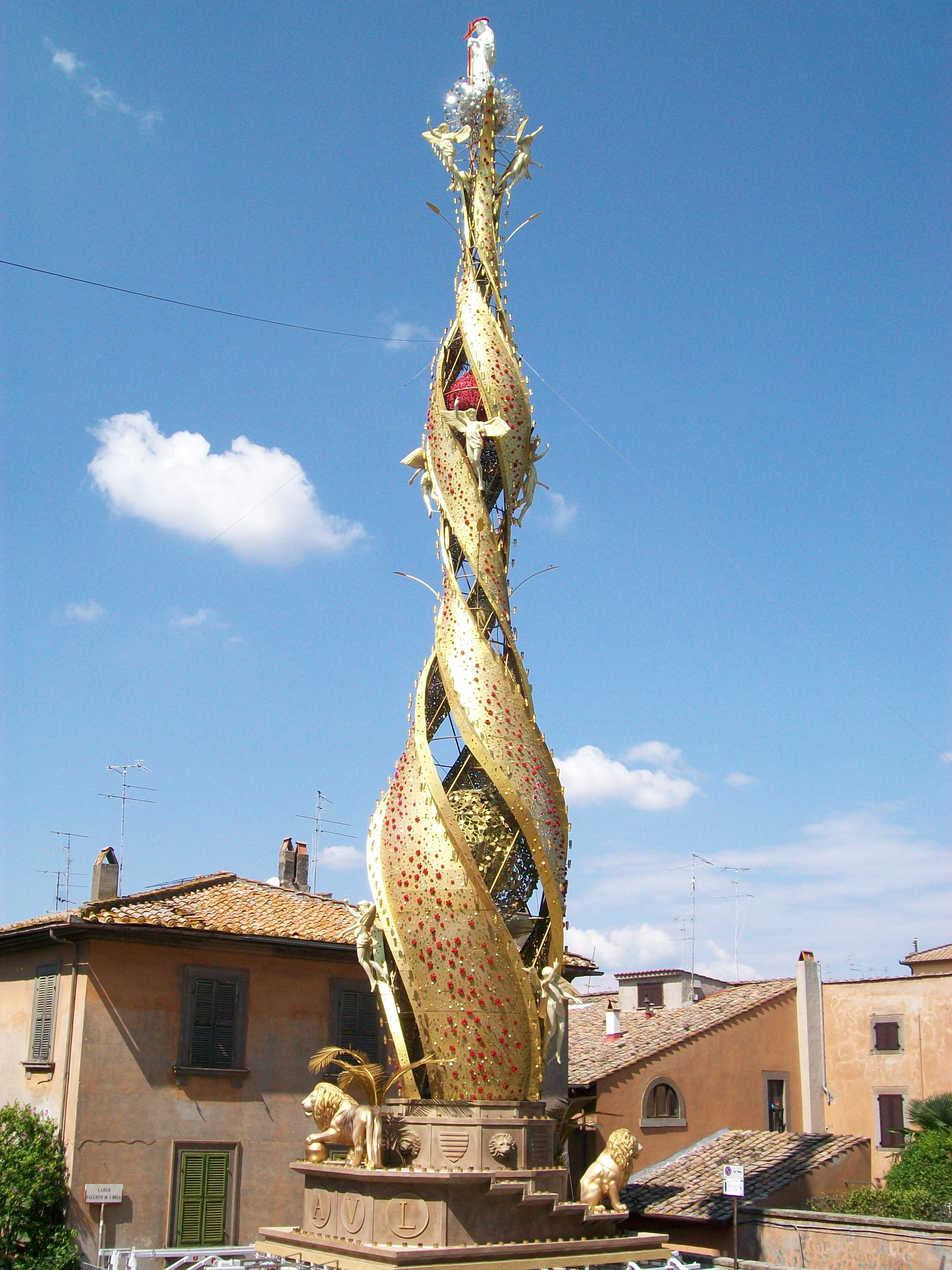
La macchina de Santa Rosa, em Viterbo.

A Macchina di Santa Rosa é o baldaquino, ou armação ornamental portátil, utilizada na procissão religiosa comemorativa da Festa de Translação do corpo de Santa Rosa, em Viterbo, no dia 4 de Setembro. É uma manifestação cultural grandiosa e foi declarada Patrimônio Cultural Imaterial da Humanidade pela UNESCO.
A festa foi instituída pelo Papa Alexandre IV rememorando o episódio ocorrido em 4 de Setembro de 1258 quando, após a exumação do corpo de Santa Rosa, sete anos depois de sua morte, este apresentava-se incorrupto. O Papa, então, que mandara exumar o corpo, pessoalmente, e com alguns cardenais, leva-o em procissão da Chiesa di Santa Maria in Poggio, dita, hoje, della Crocetta, para o Monastério das Clarissas de São Damião, chamado, hoje, Santuário de Santa Rosa.

## Complexo Monástico de Santa Rosa de Viterbo

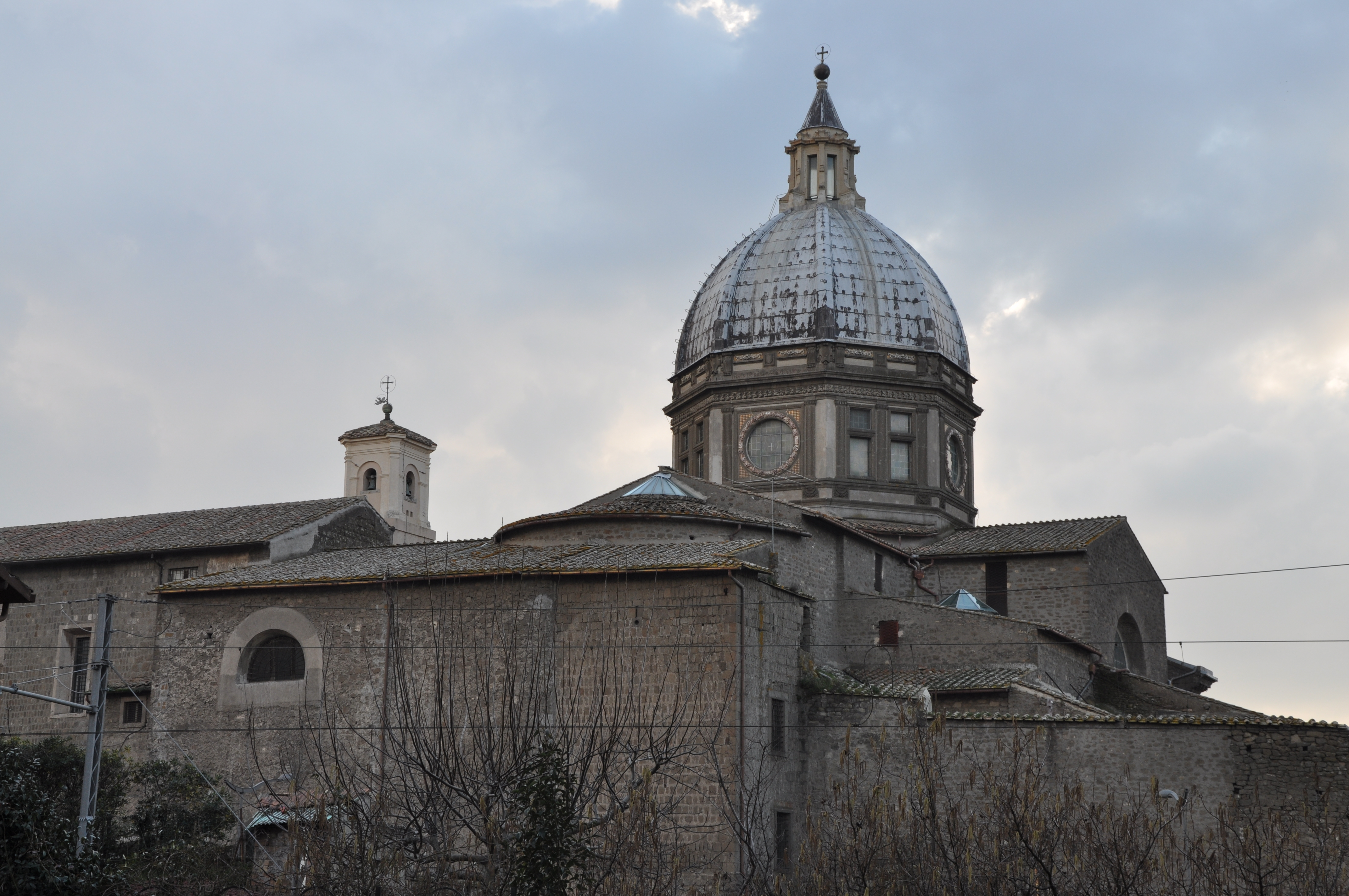
Santuário de Santa Rosa

O Complexo Monástico de Santa Rosa é um conjunto arquitetônico constituído pelo Monastério, o Santuário, e a Casa de Santa Rosa, interligados. Constituiu-se, a partir do início do Século XII, provavelmente, sobre os fundamentos de um Oratório dedicado a Santa Maria, ao qual foi anexado o Convento de São Damião.
A Santuário, cujo Papa Alexandro IV fez transferir o corpo incorrupto da pequena santa viterbense, em 1258, foi dedicada a Santa Rosa de Viterbo no Século XV. Com o tempo, mediante o crescimento ao culto da Patrona, foram feitas numerosas obras de ampliação e renovação, a última das quais em 1845, sob um projeto de Vincenzo Federici. A Igreja foi consagrada pelo Cardeal Pianetti em 1850, depois de uma reformulação da fachada. A cúpula atual, contudo, projeto do arquiteto Arnaldo Foschini, só foi realizada em 1913.
No interior, a obra de maior prestígio, depois da perda dos afrescos quatrocentistas de Benozzo Gozzoli, é o afresco Madonna e Menino com Santa Rosa e Santa Catarina de Alexandria, de Francesco d'Antonio da Viterbo, dito Balletta. O corpo incorrupto de Santa Rosa encontra-se em um nicho gradeado em ferro, numa Urna encomendada pelas monjas à Giovanni Giardini da Forli, em 1699.

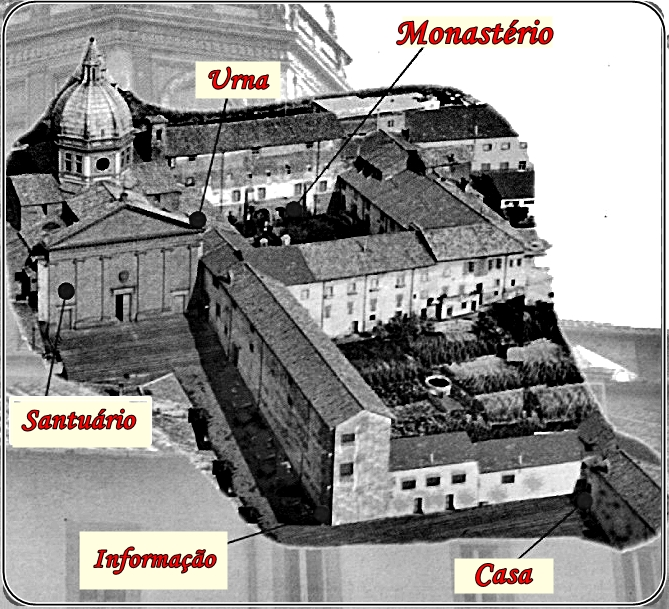
Complexo Monástico de Santa Rosa de Viterbo - Viterbo (Itália)

As reformas do edifício em 1632 ocasionaram a completa destruição dos afrescos de Benozzo Gozzoli, só restando, como memória e registros destes, as cópias que foram feitas por Francesco Sabatini, em técnica de  aquarela,e que são conservados no Museo Civico de Viterbo.
Encontra-se, também, em seu interior a tumba de Mario Fani, que, após um noite de vigília junto ao corpo de Santa Rosa, criou o Circolo Santa Rosa, semente do que viria ser a Ação Católica.
O Monastério, esplendente em sua beleza, se formou também na primeira metade do Século XIII quando uma nobre senhora viterbense, inspirada pelo ensinamentos de Santa Clara e São Francisco, cujos discípulos já habitavam Viterbo, adquiriu um terreno junto às muralhas da cidade. Deste e, provavelmente, de uma parte do antigo castelo de Frederico II, destruído pelo Cardeal Raniero Capocci, se consolidou e se ampliou o edifício atual.
A Casa de Santa Rosa, adjacente ao Monastério, é mantida praticamente inalterada como aquela do Século XIII, onde habitou Rosa. No seu interior há uma escultura de madeira policromada do ´Século XVII descrevendo o Milagre das Rosas e numerosos ex-votos. É exposta, também, uma urna em madeira que conteve o corpo da santa do Século XV ao Século XVII.

## Liturgia e orações

### Ofício Divino de Santa Rosa de Viterbo
(Kerval, 1896, pg 261-280).

### Novena
(Kerval, 1896, pg 281ss).

### Oração
"Oh, Deus, fonte viva de eterna juventude, nós de damos graças pelos dons de luz e de amor que semeastes na vida de Santa Rosa, esplêndida flor da cidade de Viterbo. O encanto puro da idade e o ardor intenso de seu jovem coração são um tesouro precioso, que fascina a todos, pequenos e grandes, e desperta um empenho para aqueles que desejam viver, amar e esperar.
Pequena grande Santa Rosa, ao longo da via perfumada de sua vida exemplar queremos caminhar: acompanhe os nossos passos por um itinerário coerente de fé, solidariedade, e paz".
(† Lorenzo Chiarinelli, Bispo de Viterbo)

## Presença de Santa Rosa de Viterbo no Mundo

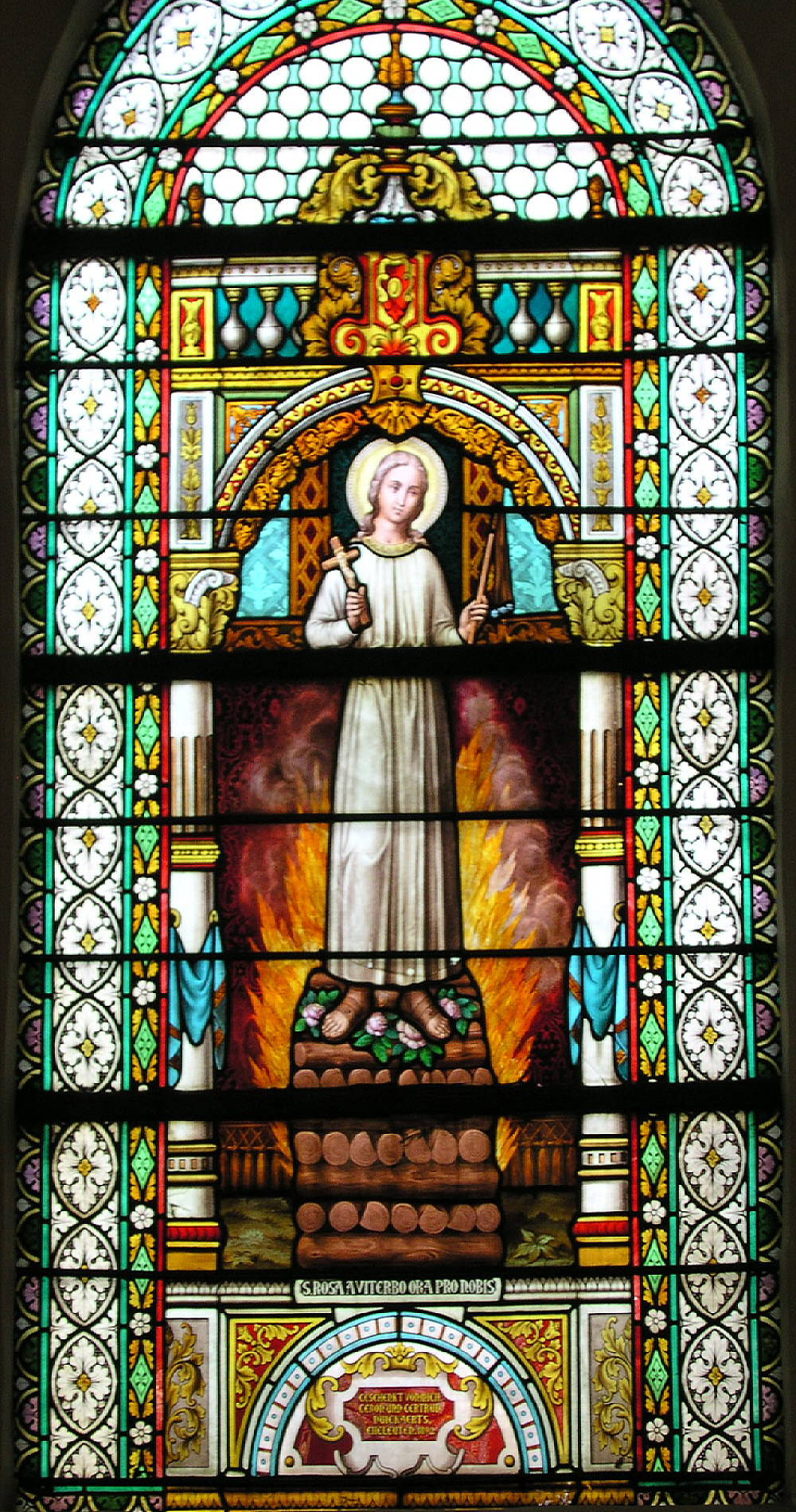
Hombourg Rose

### Templos
- Estados Unidos - St Rose of Viterbo Convent
- França - Eglise Sainte Rose de Viterbe
- México - Templo de Santa Rosa de Viterbo, Santiago de Querétaro

### Patronagem
Santa Rosa de Viterbo é patrona de:
- Itália - Cidade de Viterbo.
- Espanha - Cidade de Alcolea
- Colômbia - Cidade de Santa Rosa de Viterbo
- Brasil - Cidade de Santa Rosa de Viterbo
- Estados Unidos - Condado de Santa Rosa, Flórida

.

### Arte
- Quadro intitulado Santa Rosa de Viterbo de Francisco de Zurbarán (1598 – 1664), na Hospedería Real El Buscón de Quevedo, Villanueva de los Infantes  (Espanha)
- Quadro intitulado La última comunión de Santa Rosa de Viterbo de Juan Antonio Escalante (1630 – 1670), no Museu do Prado de Madri;
- Quadro intitulado Santa Rosa de Viterbo de Francisco Eduardo Tresguerras (1759 – 1833), no Museo Nacional de Artes Plásticas de Ciudad de México;
- Quadro intitulado Santa Rosa de Viterbo de Gregorio Vásquez de Arce y Ceballos, no Museo del Seminario Conciliar;
- Quadro intitulado Santa Rosa de Viterbo de Vicente Castelló y Amat (1787 – 1860), da Escola Espanhola.